# Frank Oz
Frank Oz (tên khai sinh: Frank Richard Oznowicz; sinh ngày 25 tháng 5 năm 1944) là một nam diễn viên, người điều khiển rối người Mỹ gốc Anh Quốc. Ông bắt đầu sự nghiệp với công việc điều khiển con rối. Ông cũng được biết đến với vai Yoda trong loạt phim điện ảnh Star Wars.